# Cellulosediacetaat
Cellulosediacetaat is een kunststof, meer bepaald een ester van cellulose en azijnzuur, dat gesynthetiseerd wordt door cellulose te behandelen met azijnzuur. Het bevat twee acetaat radicalen aan elke eenheid van D-anhydroglucopyranose van het cellulose molecuul. Het is het eerst ontwikkeld in de Verenigde Staten.
Cellulosediacetaat heeft een substitutiegraad van de OH-groepen van ongeveer 2,5 en is een amorf en transparant polymeer met goede optische, mechanische en thermische eigenschappen. De mechanische eigenschappen van cellulosediacetaat zijn wat betreft stijfheid vergelijkbaar met polystyreen en wat betreft taaiheid met polycarbonaat. De glastemperatuur van zuiver cellulosediacetaat is ongeveer 200 °C. Daarmee heeft het een hoge maximale gebruikstemperatuur.
Wanneer cellulosediacetaat afbreekt, komt azijnzuur vrij, waarbij het "azijnzuursyndroom" ontstaat. De cellulosediacetaatdrager van de film verschrompelt door het azijnzuur, waardoor het beeld onleesbaar wordt. In hoge concentraties kunnen de vrijkomende gassen zelfs gezondheidsklachten veroorzaken.

## Gebruik
Cellulosediacetaat werd gebruikt bij het maken van textiel, membranen en garen. Vanaf 1922 tot 1957 werd het gebruikt voor het maken van filmstroken hoofdzakelijk in smallere formaten, zoals 8mm, 16mm, 35mm en 70mm.
Tegenwoordig wordt het gebruikt voor het maken van cellulose plastics als optisch materiaal, decoratiemateriaal, handvatten voor gereedschappen, sigarettenfilters en verpakkingsmateriaal.